# Koziołkino (stacja kolejowa)
Koziołkino (ros. Козёлкино) – węzłowa stacja kolejowa w miejscowości Koziołkino, w rejonie briańskim, w obwodzie briańskim, w Rosji. Węzeł linii Moskwa – Briańsk – Kijów z linią do Wiaźmy.